# William Horne (homme politique)
Pour les articles homonymes, voir Horne.
Sir William Horne (1774 - 13 juillet 1860) est un avocat britannique et un homme politique libéral.

## Biographie
Fils du révérend Thomas Horne de Chiswick, Horne étudie le droit à Lincoln's Inn et est admis au barreau en 1798.
En 1812, il est élu député whig de Helston en Cornouailles. Il n'est député de la ville que pour un seul mandat et est battu aux élections de 1818. Après avoir perdu son siège, il retourne à sa profession juridique, devenant Conseiller de la reine et conseiller du Lincoln's Inn. Il se distingue devant les tribunaux de la chancellerie et est brièvement procureur général de la reine Adélaïde,.
Le 26 novembre 1830, il est nommé solliciteur général. Il est alors nommé chevalier,. Le poste l'oblige à siéger au Parlement et il est dûment élu comme député de Bletchingley le 18 février 1831. Le Parlement est dissous en avril de la même année et lors des élections générales suivantes il est député de Newton, île de Wight. Son mandat à ce siège est également bref, car la circonscription est abolie l'année suivante par la réforme parlementaire. Il devient l'un des deux députés de l'arrondissement parlementaire nouvellement créé de Marylebone, à Londres. En novembre de la même année, il est promu procureur général. L'opposition de Horne à la Peine de mort et ses ambitions de réformer les tribunaux conduisent à un conflit avec le Lord grand chancelier, Henry Brougham. Il démissionne de ses fonctions en février 1834, retournant à la pratique privée, et ne se présente pas aux élections de 1835. En 1839, il est nommé maître en chancellerie, poste qu'il occupe jusqu'en 1853.

## Famille
Il épouse Ann Hesse de Bedfordshire en 1799. Ils ont une famille nombreuse. Il est décédé à son domicile de Londres, 49 Upper Harley Street, le 13 juillet 1860, à l'âge de 87 ans.